# Morriña Fest
El Morriña Fest es un festival de música que se celebra anualmente en la ciudad gallega de La Coruña (España) desde 2021. La primera edición tuvo lugar en el vecino municipio de Culleredo.

## Historia
La primera edición se celebró en el Jardín Botánico de El Burgo, en Culleredo.
La segunda edición, en 2022, tuvo lugar en el Estadio de Riazor, en La Coruña.
La tercera edición se celebró en el Muelle de Batería del puerto de La Coruña.

## Carteles

### 2021
- 9 de agosto: Nathy Peluso
- 20 de agosto: Morat
- 22 de agosto: Amaral
- 25 de agosto: Lola Índigo y Chica Sobresalto
- 27 de agosto: La M.O.D.A. y True Mountains
- 29 de agosto: Love of Lesbian

### 2022
- 15 de julio: Maluma, Crystal Fighters, Lola Índigo, Viva Suecia, Funzo & Baby Loud, Vega.
  - Sesión vermú en el exterior del estadio gratis: Escuchando Elefantes, Silvia Penide, Astrogirl.
- 16 de julio: Black Eyed Peas, Ozuna, Franz Ferdinand, Duki, Lost Frequencies, Xoel López, Belén Aguilera.
  - Sesión vermú en el exterior del estadio gratis: Carlos Bau, Wetsocks, Os Piñeiros.

### 2023
- 28 de julio: Bizarrap, Jason Derulo, Two Door Cinema Club, Sidecars, Danny Ocean, Shinova, Lali, Samuraï, Dudi, Berto, Apart, Purple Rei.
- 29 de julio: Nicky Jam, Melendi, Rels B, Morad, Carlos Sadness, Emilia, Villano Antillano, Aleesha, Les Castizos, Eva B, Monoulious Dop, Javi Chapela.